# Mastigodryas pulchriceps
Mastigodryas pulchriceps är en ormart som beskrevs av Cope 1868. Mastigodryas pulchriceps ingår i släktet Mastigodryas och familjen snokar. Inga underarter finns listade i Catalogue of Life.
Denna orm förekommer i sydvästra Colombia och västra Ecuador. Den lever i låglandet och i bergstrakter upp till 2700 meter över havet. Habitatet utgörs av regnskogar i låglandet samt av fuktiga bergsskogar och buskskogar. Honor lägger ägg.
För beståndet är inga hot kända. IUCN listar arten som livskraftig (LC).